# Zhvyrka
Zhvyrka (ucraniano: Жви́рка) es un asentamiento de tipo urbano de Ucrania, constituido administrativamente como una pedanía de la ciudad de Sokal, en el raión de Chervonohrad de la óblast de Leópolis.
En 2022, la localidad tenía 3612 habitantes.
La localidad fue fundada en 1885 como un poblado ferroviario a las afueras de Sokal, con motivo de la construcción de la línea de ferrocarril a Rava-Ruska. Se ubica en un área en la cual se había instalado en el siglo XVII un monasterio bernardino, que actualmente se halla en ruinas. Adoptó estatus urbano en 1956. Hasta 2020 tenía su propio ayuntamiento, que incluía como pedanía el pueblo de Zavyshen, en el raión de Sokal.
Se ubica en la periferia occidental de Sokal, separado de la ciudad por el río Bug Occidental.